# Parafia Matki Bożej Wspomożenia Wiernych w Nowej Wsi Szlacheckiej
Parafia Matki Bożej Wspomożenia Wiernych w Nowej Wsi Szlacheckiej – parafia rzymskokatolicka, terytorialnie należąca do archidiecezji krakowskiej, do dekanatu Czernichów. W parafii posługują księża archidiecezjalni. W kwiecietniu 2019 proboszczem parafii był ks. Włodzimierz Szatanik. 